# IC 3142
IC 3142 ist eine irreguläre Galaxie vom Hubble-Typ IB pec? im Sternbild Virgo am Nordsternhimmel.
Das Objekt wurde am 7. Mai 1904 von Royal Harwood Frost entdeckt.